# HardSID

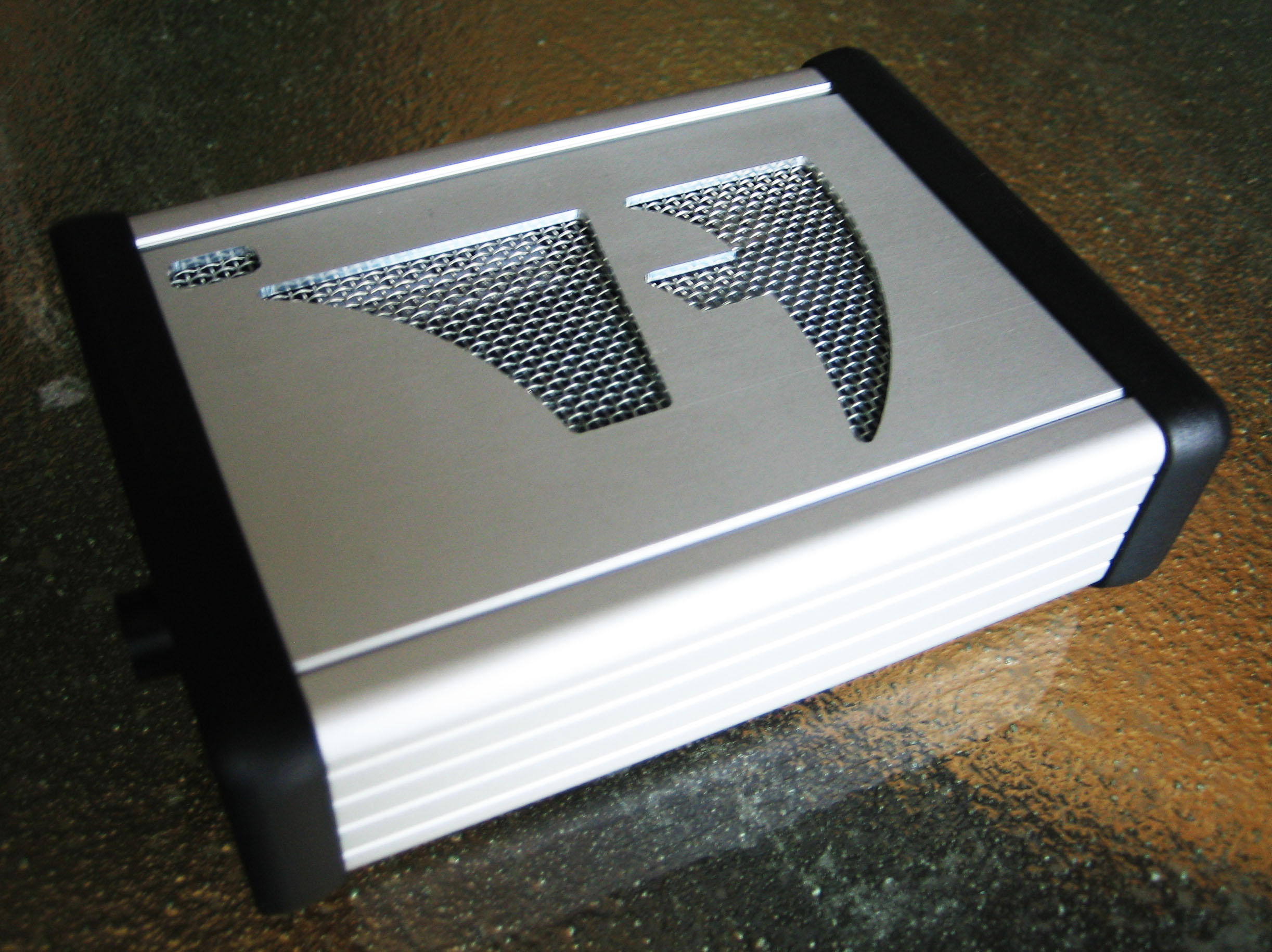
HardSID UPlay

Der HardSID ist die Bezeichnung für eine Reihe von PC-Soundkarten, die von der ungarischen Firma Hard Software produziert wurden und im Original von Teli Sándor entwickelt wurde.
Die HardSID-Karten basieren auf dem Soundchip SID (Sound Interface Device, Typ 6581 oder 8580) der Firma MOS Technology, der durch den Heimcomputer Commodore 64 in den 1980er Jahren bekannt geworden war. Im Vergleich zum – ebenfalls auf dem SID basierenden – eigenständigen MIDI-Synthesizer SIDstation des Musikelektronikherstellers Elektron handelt es sich beim HardSID lediglich um ein Interface zum Rechner, in den die Karte eingesetzt wird. Das erste Modell des HardSID von 1999 war für den ISA-Bus ausgelegt und enthielt einen SID-Steckplatz. Der SID selbst befand sich jedoch nicht im Lieferumfang.